# 中国国家图书馆总馆南区
39°56′30″N 116°19′01″E / 39.941680°N 116.316935°E

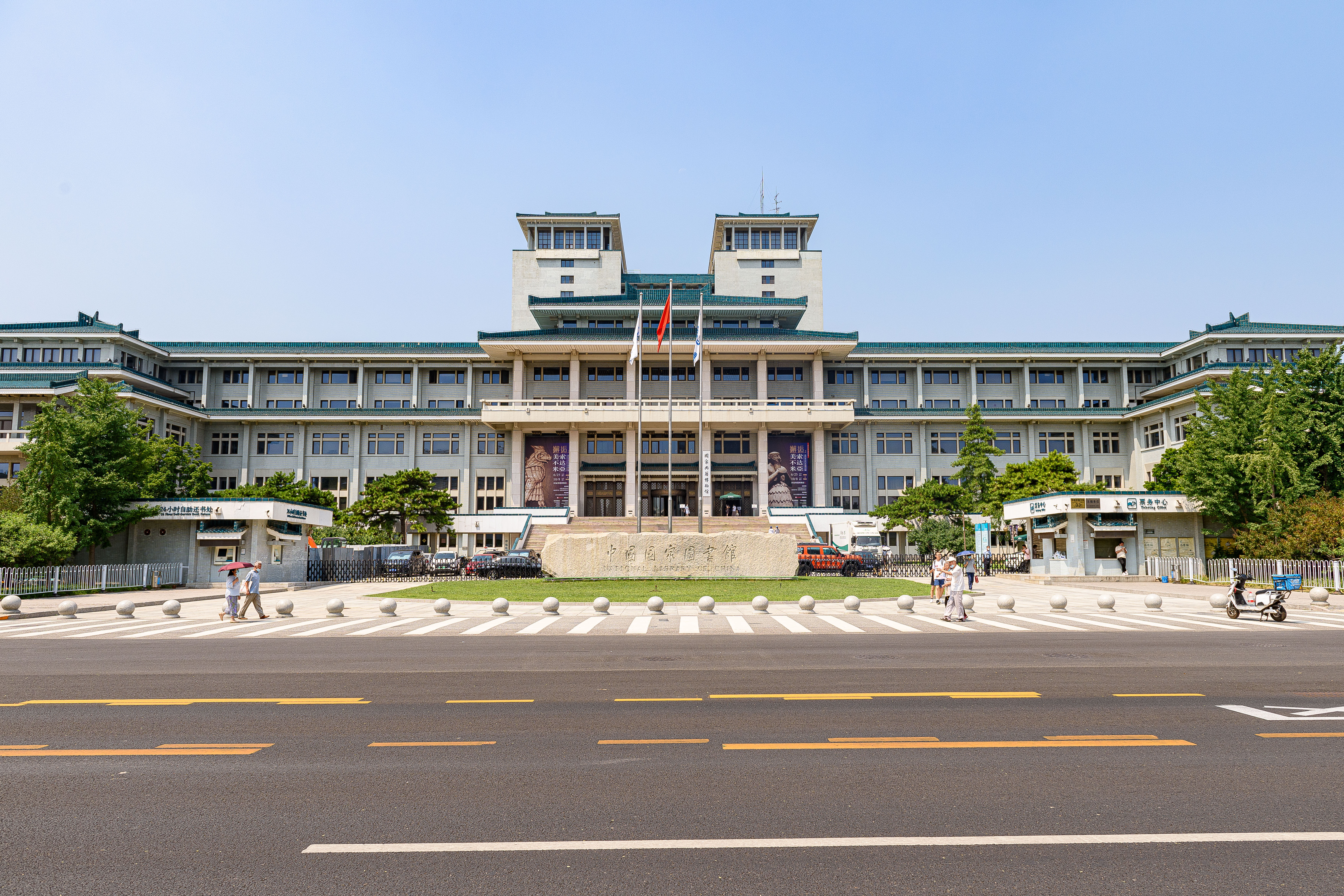
中国国家图书馆总馆南区

中国国家图书馆总馆南区，旧称北京图书馆新馆，位于北京市海淀区中关村南大街33号，是中国国家图书馆总馆的一部分。其建筑位列1980年代北京十大建筑之首。

## 历史
中国国家图书馆的前身是1909年9月9日始建的京师图书馆，1951年6月12日更名为北京图书馆（简称“北图”），成为中华人民共和国唯一的国家图书馆。
中华人民共和国成立后，北京图书馆馆藏图书资料和工作人员成倍增加。1950年代初，多次建房和租房。1960年代初期，由清华大学设计，拟在景山东街建新馆，后因故停建。1970年代初期，提出了一个扩建方案，准备在现文津街7号院西侧（原为北图用地）扩建4万余平方米的馆舍。1973年呈国务院审阅，国务院总理周恩来1973年10月29日批示：“只盖一栋房子不能一劳永逸，这个地方不动了，保持原样，不如到城外另找地方盖。”为此组建专门机构，经两年调查研究和设计，提出了新馆建设的“大、中、小”三个方案。大方案18万平方米，预算8604万元人民币；中方案16万平方米，预算7894万元人民币；小方案15万平方米，预算6794万元人民币。并报国务院审定。周恩来1975年3月11日批示：“按第二方案，建筑高度为十层（含地下一层），每层五米。是否地面上高四十五米或更高，妥否，请与万里同志一谈。”北图的建设由此成为周恩来亲自批建的国家三大工程之一。据此，在国家建委指导下，邀请全国五大设计院和五个大学建筑系投标设计，经三轮筛选，由国务院批准建设。在此过程中，周恩来又作出高度不得超过45米的批示
1983年9月23日，北京图书馆新馆在白石桥路（今中关村南大街）奠基开工。1987年土建完成，经过调试和搬迁，1987年10月6日北京图书馆新馆开幕，同月15日正式接待读者。该建筑曾被评为“八十年代北京十大建筑”榜首，馆名“北京图书馆”由邓小平题写。
同时，在文津街7号原馆址组建北京图书馆分馆（今中国国家图书馆古籍馆的前身）。1988年春，该分馆正式对外开放。
1998年12月12日，北京图书馆更名为“国家图书馆”（对外称“中国国家图书馆”）。中国国家图书馆总馆北区建成后，1980年代建设的馆舍被称为中国国家图书馆总馆南区。
2011年5月10日起，中国国家图书馆总馆南区进行闭馆维修改造。闭馆期间部分阅览服务改在总馆北区提供，外借服务暂停。
2014年9月9日，中国国家图书馆总馆南区维修改造完成，并恢复服务。

## 建筑
中国国家图书馆总馆南区的建筑分为主楼和群楼以及预留建筑用地，占地面积7.42公顷，建筑面积14.2万平方米。主楼为双塔形高楼，地上19层地下3层，均为书库。建筑风格融入了中国汉代门阀的元素，通体以蓝色为基调，取其用水慎火之意。
裙楼分布在主楼两侧，并形成两个面积甚大的天井，天井内为花园，形成楼中有园的独特景致。群楼地上5层底下1层，分布着图书馆的各个功能单元，共计有30多个阅览室和开放式书库。此外还有报告厅、快餐厅、多功能厅等辅助设施，可同时接待读者逾八千人。国家图书馆新馆建筑曾被评为80年代北京十大建筑之首。
进入21世纪后，中国国家图书馆总馆南区日均接待读者12000-13000人次，馆藏远远超过2000万件的设计容量，原有馆舍已不敷使用。2003年，经国家批准，立项扩建，二期新馆舍于2008年9月启用，成为中国国家图书馆总馆北区，扩建完成后中国国家图书馆总馆的馆舍面积达到25万平方米。

## 国家典籍博物馆
国家典籍博物馆是以展示中国典籍为主的国家级博物馆，也是中国首家典籍类博物馆。典籍博物馆旨在弘扬中华文化。博物馆位于中国国家图书馆总馆南区内，建筑面积11549平方米。 国家典籍博物馆于2014年9月10日起正式对公众免费开放。

## 图集
- 中国国家图书馆总馆南区
- 中国国家图书馆总馆南区夜景
- 中国国家图书馆总馆南区维修改造